# 光熙 (咸豐進士)
光熙（1831年—？），字稷輔、號蘧菴，安徽省安慶府桐城縣人，清朝政治人物、進士出身。

## 生平
道光二十九年，江南鄉試舉人。咸豐九年，登進士，任工部學習主事。同治七年，任禮部鑄印局員外郎。光緒三年，任會試同考官。光緒八年，任江西道監察御史，巡城御史。光緒九年，任掌江西道監察御史。光緒十年，任湖南永州府知府。